# Kari Gjesteby
Kari Gjesteby (* 16. Mai 1947 in Oslo) ist eine norwegische Politikerin der Arbeiderpartiet (Ap). Sie war von Februar bis Oktober 1981 die Handelsministerin und von November 1990 bis September 1992 die Justizministerin ihres Landes.

## Leben
Gjesteby besuchte von 1962 bis 1965 das Handelsgymnasium in Oslo. Zwischen 1967 und 1970 studierte sie Wirtschaftswissenschaften an der Norwegischen Handelshochschule (NHH). Im Jahr 1966 war Gjesteby Sekretärin der Jugendorganisation Arbeidernes Ungdomsfylking (AUF) in Oslo. Ab 1966 arbeitete sie bei verschiedenen Arbeitgebern, wie der Landsbanken und dem Universitetsforlaget. Von 1972 bis 1974 war sie als Beraterin im Kommunal- und Arbeitsministerium tätig, im November 1974 stieg sie zur persönlichen Sekretärin unter Minister Odd Sagør auf.
Am 23. Januar 1976 wurde sie zur Staatssekretärin im norwegischen Kirchen- und Bildungsministerium unter Minister Kjølv Egeland ernannt. Gjesteby blieb bis zum 27. Januar 1978 im Amt. Anschließend war sie bis 1979 Projektleiterin im Nordischen Ministerrat in Kopenhagen. Am 17. Oktober 1979 übernahm sie erneut das Amt der Staatssekretärin, nun im Finanz- und Zollministerium unter Ulf Sand. In den Jahren 1975 bis 1978 saß sie zudem im Stadtrat von Oslo.
Am 4. Februar 1981 wurde Gjesteby zur Handels- und Schifffahrtsministerin in der neu gebildeten Regierung Brundtland I ernannt. Das Ende ihrer Zeit als Ministerin kam mit dem Abtritt der Regierung wenige Monate später am 14. Oktober 1981. Anschließend war sie als politische Beraterin für Gro Harlem Brundtland im norwegischen Nationalparlament Storting tätig. Anschließend arbeitete sie bis 1983 als Unternehmensberaterin und bis 1986 als stellvertretende Generalsekretärin im Osloer Sekretariat des Nordischen Ministerrats. Am 21. Mai 1986 erfolgte eine erneute Ernennung zur Staatssekretärin, dieses Mal im Außenministerium unter den Ministern Knut Frydenlund, Johan Jørgen Holst und Thorvald Stoltenberg. Ihre Zeit als Staatssekretärin endete dort am 18. Mai 1988. Danach war sie als Beraterin tätig, bevor sie im Jahr 1990 Direktorin der Norges Bank wurde.
Bei der Bildung der Regierung Brundtland III am 3. November 1990 wurde Gjesteby neue Justizministerin. Am 4. September 1992 trat sie im Zuge einer größeren Regierungsumbildung von ihrem Ministerposten zurück. Sie erklärte ihren Rücktritt damit, mehr Zeit für ihre Familie haben zu wollen. Anschließend kehrte sie zu ihrem Posten als Direktorin der Norges Bank zurück. Von 2002 bis 2004 wirkte sie als Nationalbibliothekarin und von 2005 bis 2006 war sie Direktorin in der Norsk Lyd- og blindeskriftbibliotek. Für beide Tätigkeiten war sie von der Norges Bank freigestellt worden. Gjesteby war in den Jahren 2009 bis 2013 sogenannte Riksmeklerin, also die vom Staat eingesetzte Schlichterin bei Tarifverhandlungen.
Sie war von 2016 bis 2018 stellvertretendes Vorstandsmitglied der Norsk Kvinnesaksforening.